# Йорквилл (Манхэттен)
Йо́рквилл (англ. Yorkville) — квартал в верхнем Ист-Сайде в боро Манхэттен, Нью-Йорк. Йорквилл ограничивается 72-й и 96-й улицами, Центральным парком и проливом Ист-Ривер. На юге квартал граничит с районом Ленокс-Хилл, на севере — с районом Карнеги-Хилл. Йорквилл находится под юрисдикцией 8-го общественного совета Манхэттена.

## История
На пересечении нынешних 86-й улицы и Третьей авеню, между фермерскими наделами Гарлема и Новым Амстердамом, прежде находилась деревня. На прилегающей к ней территории располагались сельские угодья и особняки зажиточных семей Нью-Йорка. В 1834 году в месте, где ныне пересекаются 86-я улица и Парк-авеню, была возведена железнодорожная станция. Это послужило мощным толчком к развитию района. К 1850-м годам значительную долю жителей района составляли немцы и участвовавшие в прокладке Кротонского акведука ирландцы. Тогда Йорквилл ещё отстоял от города на 2,5 километра. Но уже в то время он был включён в 19-й административный район, границами которого служили 40-я и 86-я улицы. В 1858 году вдоль Второй и Третьей авеню были проложены конки. После Гражданской войны на смену скваттерским трущобам Йорквилля начали приходить двухэтажные зажиточные особняки. 30 декабря 1878 года было открыто движение по надземной железной дороге, проложенной по Третьей авеню от южного порта Манхэттена до 129-й улицы. Движение по аналогичной железной дороге вдоль Второй авеню было открыто в августе 1879 года.
К началу XX столетия в квартале проживало множество ирландцев, немцев, австрийцев, венгров, евреев, чехов, словаков и итальянцев. На 86-й улице, в центральной части квартала, было множество немецких магазинов, ресторанов и пекарен. Ирландцы в основном проживали в районе, ограниченном 81-й и 85-й улицами и Лексингтон- и Пятой авеню; евреи же проживали на Второй авеню. В 1930-х годах активную деятельность в Йорквилле вёл Германоамериканский союз. Сочувствующие гитлеровскому режиму фольксдойче проводили фашистские парады, что в свою очередь приводило к стихийным акциям протеста со стороны других жителей. В повести Трумена Капоте «Завтрак у Тиффани» одного из персонажей — Резерфорда (Расти) Троулера — называли нацистом, в частности, на том основании, что он «исправно посещал слеты в Йорквилле». В то же время этническое разнообразие Йорквилла начало сходить на нет. Так, в 1926 году газета The New York Times писала:

Йорквилл, на протяжении почти двух десятилетий почитаемый ценителями Ист-Сайдской жизни за уникальные этнические анклавы чехословаков, венгров и немцев, медленно теряет свой ярко выраженный центрально-европейский нрав и постепенно погружается в состояние однообразной обезличенности.
Оригинальный текст (англ.)Yorkville, for well-nigh two decades known to connoisseurs of east side life as the exclusive domain of Czechoslovaks, Hungarians and Germans, is slowly giving up its strongly accentuated Central European character and gradually merging into a state of colorless impersonality…

Демонтаж эстакадной железной дороги вдоль Третьей авеню, проведённый в 1955 году, повлёк за собой снос многих особняков. Это привело к ещё более интенсивному исходу старожилов из Йорквилла. С годами эта тенденция продолжалась. Так, в 1980-х годах были снесены здание немецкого гимнастического общества (Turnverein) на пересечении 86-й улицы и Лексингтон-авеню и Моцарт-Холл (англ. Mozart Hall) на 86-й улице между Второй и Третьей авеню. На их местах были возведены высотные жилые комплексы.
Одной из наиболее заметных достопримечательностей района является парк, названный в честь министра внутренних дел Карла Шурца, немца по происхождению. В нём расположена резиденция мэра Нью-Йорка.

## Население
По данным на 2009 год, численность населения квартала составляла 76 833 жителя. Средняя плотность населения составляла около 45 870 чел./км², превышая среднюю плотность населения по Нью-Йорку более чем в 4,5 раза. В расовом соотношении более 75 % составляли белые. Средний доход на домашнее хозяйство почти в 2 раза превышал средний показатель по городу: $85 724.
В квартале в разное время проживали политики Роберт Вагнер и Барак Обама, выдающиеся баскетболист Боб Коузи и бейсболист Лу Гериг, актёры Джеймс Кэгни, Бонни Беделиа и братья Маркс, художница и писательница Луиза Фитцхью.

## Общественный транспорт
Йорквилл обслуживается станциями «77th Street», «86th Street» и «96th Street» линии Лексингтон-авеню Нью-Йоркского метрополитена, а с 1 января 2017 года также станциями «86-я улица» и «96-я улица» новой линии Второй авеню. По состоянию на февраль 2017 года в районе действовали автобусные маршруты M31, M72, M79, M86, M96, M98, M101, M102 и M103.

## Галерея
- Центр Сообщества помощи детям на 88-й улице между Второй и Третьей авеню
- Церковь Святой Моники на 79-й улице
- Церковь Святой Елизаветы Венгерской на 83-й улице
- Вид на Йорквилл с 86-й улицы
- Парад Германоамериканского союза 30 октября 1939 года на 86-й улице.